# 27870 Джилвотсон
27870 Джилвотсон (27870 Jillwatson) — астероїд головного поясу, відкритий 12 листопада 1995 року.
Тіссеранів параметр щодо Юпітера — 3,521.